# Lower Catesby
Lower Catesby – wieś w Anglii, w hrabstwie Northamptonshire, w dystrykcie (unitary authority) West Northamptonshire. Leży 24 km na zachód od miasta Northampton i 112 km na północny zachód od Londynu.